# Vicente Muleiro
Vicente Armando Muleiro (Buenos Aires, 12 de agosto de 1951) es un escritor, dramaturgo y periodista argentino.
Como periodista trabajó en los diarios
Sur Argentino y
Crónica, y en
el semanario El Periodista.
Fue editor de la sección Política y Cultura del diario Clarín,
y editor jefe de la revista Ñ (suplemento cultural del diario Clarín).
Desde 2012 y hasta diciembre de 2015 fue subdirector de Radio Nacional, donde además conducía el programa Vía libro.

## Obras
Vicente Muleiro es autor de numerosas obras de poesía, ficción e investigación periodística. Varias de sus obras están destinadas al público infantil.
- Para alguien en el mundo estamos lejos (1ª edición). G.B.A. Impresiones. 1978. OCLC 612302542.
- Boleros (1ª edición). Edición del Autor. 1982. ISBN 978-950-562-889-6. Poesía.[5]
- Pimienta negra (1ª edición). Libros de Tierra Firme. 1990. OCLC 22852791. Poesía.[5]
- Quedarse con la dama (1ª edición). Grupo Editor Latinoamericano. 1994. ISBN 978-950-694-357-8.
- Sangre de cualquier grupo (1ª edición). Schprejer-Futuro. 1996. ISBN 978-987-99853-3-5.
- El árbol de los huérfanos (1ª edición). Editorial 21. 2000. ISBN 978-987-9368-05-3. Poesía.[5]
- De puños y letras - Cuentos y crónicas del box (1ª edición). Desde la Gente. 2001. ISBN 978-950-860-100-1.
- Milongas de modo tal (1ª edición). Alción Editora. 2003. OCLC 57621738. Poesía.[5]
- Don Perro de Mendoza (1ª edición). Aguilar, Altea, Taurus, Alfaguara. 2003. ISBN 978-950-511-805-2.
- Lengua y herida (1ª edición). Colihue. 2004. ISBN 978-950-58186-0-0. Antonio Gamoneda. Selección y prólogo de Vicente Muleiro
- Cuando vayas a decir que soy un tonto (1ª edición). Planeta. 2004. ISBN 978-950-49-1205-7. Finalista del premio Planeta 2003.[6][7]
- El dictador: a historia secreta y pública de Jorge Rafael Videla (1ª edición). Debolsillo. 2006. ISBN 978-987-566-121-9. En coautoría con María Seoane
- La balada del asador (1ª edición). Planeta. 2007. ISBN 978-950-49-1731-1.[8]
- Los cachorros de Don Perro (1ª edición). Aguilar, Altea, Taurus, Alfaguara. 2007. ISBN 978-987-04-0673-0.
- Ondulaciones (1ª edición). El Suri Porfiado Ediciones. 2008. ISBN 978-987-23987-6-7. Poesía.[5]
- Cacao del mar (1ª edición). Tinta Fresca. 2009. ISBN 978-987-576-348-7.
- Cuentos de Don Vicente Nario, gaucho cósmico del sur (1ª edición). Planeta. 2010. ISBN 978-950-49-2312-1. Ilustrado por Douglas Wright
- Los guerreros de French (1ª edición). Aguilar, Altea, Taurus, Alfaguara. 2010. ISBN 978-987-04-1439-1.
- 1976, el golpe civil (1ª edición). Planeta. 2011. ISBN 978-950-49-2511-8.[9][10]
- Los goliardos (1ª edición). En Danza. 2012. ISBN 978-987-1869-04-6.
- Los garcas (1ª edición). Planeta. 2013. ISBN 978-950-49-3224-6. En coautoría con Hugo Muleiro.[11]
- Los olímpicos (1ª edición). Capital Intelectual. 2013. ISBN 978-987-614-416-2.
- Volar con todo (1ª edición). Planeta. 2014. ISBN 978-950-49-3866-8.
- El riesgoso ascenso de Los Olímpicos (1ª edición). Capital Intelectual. 2015. ISBN 978-987-614-470-4.
- Sangre en el viento (1ª edición). Planeta. 2015. ISBN 978-950-49-4576-5.
- Los monstruos (1ª edición). Planeta. 2016. ISBN 978-950-49-4974-9.
- El maratonista (1ª edición). En Danza. 2016. ISBN 978-987-1869-64-0.
- ¡Oh, juguemos con Gloria Morín! (1ª edición). Planeta Lector. 2017. ISBN 978-987-4155-78-8.
- Bicherío fundamental (1ª edición). Santillana. 2018. ISBN 978-950-46-5619-7.
- La clase un cuarto (1ª edición). Planeta. 2019. ISBN 978-950-49-6514-5. En coautoría con Hugo Muleiro.

## Premios
En diversos géneros fue premiado por:
- el Fondo Nacional de las Artes,[2]
- la Fundación Antorchas,[2]
- la Secretaría de Cultura de Buenos Aires[5]
- el Ayuntamiento de Lanjarón (España).[2]
- Premio de Periodismo Rey de España (1998).[5][12]